# Ballads for Little Hyenas
Ballads for Little Hyenas, pubblicato nel 2006, è un album del gruppo italiano Afterhours.

## Il disco
Ballads for Little Hyenas è la versione inglese di Ballate per piccole iene, pubblicato nel 2005.
Contiene le traduzioni di tutti i brani dell'album precedente, e una reinterpretazione di The Bed, canzone scritta da Lou Reed.
Il disco, grazie alla collaborazione con Greg Dulli, è stato commissionato alla band dalla inglese One Little Indian, e pubblicato da questa etichetta in gran parte d'Europa dal gennaio 2006.
Nello stesso periodo della pubblicazione dell'album, entreranno ufficialmente in formazione il polistrumentista Enrico Gabrielli (già collaboratore di Marco Parente), e Roberto Dell'Era, che sostituisce al basso Andrea Viti, che aveva lasciato la band per diversi motivi. Con la nuova formazione, la band partirà per un tour negli Stati Uniti, dove la One Little Indian americana aveva pubblicato e distribuito Ballads For Little Hyenas. In America gli Afterhours intraprendono un tour di 26 date, facendo da supporto ai Twilight Singers di Greg Dulli e a Jeff Klein.
Il 9 ottobre 2006 Ballads For Little Hyenas esce anche in Inghilterra, dove il gruppo andrà poi a promuovere l'album nei locali.
Nel 2019, la traccia "White Widow" viene utilizzata nell'undicesimo episodio della quarta stagione della serie TV americana Mr. Robot.

## Tracce
1. The Thin White Line – 5:27
2. Ballad for My Little Hyena – 4:52
3. The Ending Is the Greater – 2:57
4. There's Many Ways – 4:25
5. White Widow – 4:22
6. Fresh Flesh – 5:04
7. Sparkle – 3:57
8. Desire Froze Here – 4:02
9. The Bed – 4:38
10. Judah's Blood – 5:04
11. Andrea's Birthday – 4:03

## Classifiche
| Classifica (2006) | Posizione massima |
| ----------------- | ----------------- |
| Italia            | 51                |